# Jo Sharp
Joanne Patricia Sharp, dite Jo Sharp, née le 17 novembre 1969, est une géographe britannique. Ses travaux s'inscrivent dans les champs de la géopolitique et de la géographie féministe. Elle porte depuis avril 2022 le titre de « Geographer Royal for Scotland ».

## Biographie

### Parcours universitaire
La thèse de Jo Sharp est publiée en 2000 sous le titre Condensing the Cold War: Reader’s Digest and American Identity.
Elle est professeure à l'université de Glasgow de 1995 à 2019 puis professeure à l'université de St Andrews.

## Travaux

### Géopolitique et géographie politique critique
La thèse de Jo Sharp, publiée en 2000, porte sur le magazine américain Reader's Digest et la façon dont il a participé à la création d'une certaine « identité américaine » entre 1922 et 2000. Selon elle, le Reader's Digest a consolidé son image de l'Amérique en opposition à l'Union soviétique et au communisme.

### Géographie féministe
Jo Sharp a publié plusieurs travaux de géographie féministe, avec notamment Linda McDowell,.

### Géographie postcoloniale
D'après Heidi Bojsen :

« Joanne Sharp nous rappelle que la cartographie coloniale, celle des territoires conquis, servait d’abord aux colonisateurs à maîtriser et occuper les pays colonisés et, ensuite, comme concept qui permettait aux colonisés de s’imaginer en tant que « nations » et donc de revendiquer leur indépendance »

— Heidi Bojsen

## Vie privée
Jo Sharp est mariée à l'autrice écossaise de romans policiers Val McDermid depuis octobre 2016,,,,,.

## Distinctions et récompenses
Jo Sharp devient « Geographer Royal for Scotland » en avril 2022,,,. Cette distinction est créée en 1682 et le premier géographe à porter ce titre est Robert Sibbald. Il est réintroduit en 2015 après n'avoir pas été attribué pendant environ un siècle. Jo Sharp est la première femme à obtenir ce titre. La position de « Geographer Royal for Scotland » de Jo Sharp est prévue pour durer pour six ans, de 2022 à 2028.
Avant cela, Jo Sharp a aussi obtenu les médailles, distinctions et prix suivants :
- 2009 : Membre honoraire (Honorary Fellowship) de la Royal Scottish Geographical Society[17]
- 2010 : President's Medal de la Royal Scottish Geographical Society, qui reconnaît la réussite de géographes et l'impact de leurs travaux sur la société[18]
- 2016 : Busk Medal de la Royal Geographical Society[19]
- 2017 : Membre (fellow) de la Royal Society of Edinburgh[20]

## Principales publications

### Ouvrages
- (en) Linda McDowell et Joanne Sharp, Space, Gender, Knowledge : Feminist Readings, Londres, Routledge, 1997, 483 p. (ISBN 9781315824871, DOI https://doi.org/10.4324/9781315824871, lire en ligne)
- (en) Linda McDowell et Joanne Sharp, A Feminist Glossary of Human Geography, Londres, Routledge, 1999, 382 p. (ISBN 9781315832449, DOI https://doi.org/10.4324/9781315832449, lire en ligne)
- (en) Joanne Sharp, Paul Routledge, Chris Philo et Ronan Paddison, Entanglements of power : Geographies of domination/resistance, Londres, Routledge, 1999, 320 p. (ISBN 978-0-415-18434-2, 0-415-18434-7 et 978-0-415-18435-9, OCLC 156864646, DOI 10.4324/9780203011270, lire en ligne)
- (en) Joanne P. Sharp, Condensing the Cold War : Reader’s Digest and American Identity, University of Minnesota Press, 2000 (ISBN 978-0-8166-3415-6, DOI 10.5749/j.ctttsx1j, lire en ligne)
- (en) Joanne P. Sharp, Geographies of postcolonialism : Spaces of power and representation, 2009 (ISBN 978-1-4129-0778-1, 1-4129-0778-0 et 978-1-4129-0779-8, OCLC 173719619, lire en ligne)

### Articles et chapitres
- (en) Joanne P. Sharp, « Publishing American identity: popular geopolitics, myth and The Reader's Digest », Political Geography, vol. 12, no 6,‎ 1er novembre 1993, p. 491–503 (ISSN 0962-6298, DOI 10.1016/0962-6298(93)90001-N, lire en ligne, consulté le 19 août 2022)
- (en) Joanne P. Sharp, « Gendering Nationhood : A feminist engagement with national identity », dans Nancy Duncan, BodySpace : Destabilising Geographies of Gender and Sexuality, Londres, Routledge, 1996, 288 p. (ISBN 9780203974070, DOI 10.4324/9780203974070-15/gendering-nationhood, lire en ligne), p. 97-107
- (en) Lorraine Dowler et Joanne Sharp, « A Feminist Geopolitics? », Space and Polity, vol. 5, no 3,‎ 1er décembre 2001, p. 165–176 (ISSN 1356-2576, DOI 10.1080/13562570120104382, lire en ligne, consulté le 19 août 2022)
- (en) John Briggs et Joanne Sharp, « Indigenous knowledges and development: a postcolonial caution », Third World Quarterly, vol. 25, no 4,‎ 1er mai 2004, p. 661–676 (ISSN 0143-6597, DOI 10.1080/01436590410001678915, lire en ligne, consulté le 19 août 2022)
- (en) Joanne Sharp, Venda Pollock et Ronan Paddison, « Just Art for a Just City: Public Art and Social Inclusion in Urban Regeneration », Urban Studies, vol. 42, nos 5-6,‎ mai 2005, p. 1001–1023 (ISSN 0042-0980 et 1360-063X, DOI 10.1080/00420980500106963, lire en ligne, consulté le 19 août 2022)